# Kichavadi, Kunigal
Kichavadi là một làng thuộc tehsil Kunigal, huyện Tumkur, bang Karnataka, Ấn Độ.